# Епархия Африки
Епархия Африки (лат. Dioecesis Africana) — упразднённая епархия, в настоящее время титулярная епархия Римско-Католической церкви.

## История
Согласно Annuario Pontificio центром епархии Африки, существовавшей до арабского нашествия, был город Махдия. Французский историк J. Mesnage опровергает эту версию, утверждая, что город Махдия был основан арабами в 912—913 годах на месте античного города Алипота, который никогда не был центром христианской епархии. Город Махдия был завоёван норманнами из Сицилии и находился под их управлением с 1147 по 1160 год. В это время в городе действовала епархия Африки. Имя епископа епархии Африки, существовавшей во время норманнского владычества, не известно; предполагается, что он был рукоположён Римским папой Евгением III в 1148 году в аббатстве Лено.
В настоящее время известны имена двух епископов, которые называются африканскими:
- епископ африканский Косьма, который умер в 1109 году и был похоронен в крипте кафедрального собора Палермо.
- епископ африканский Жоффре Пане (Joffré Panet), который умер в 1140 году.

Оба епископа умерли до норманнского завоевания Махдии, поэтому версия Annuario Pontificio предполагает, что епархия Африки существовала задолго до арабского нашествия.
C 1964 года епархия Африки является титулярной епархией Римско-Католической церкви.

## Титулярные епископы
- епископ Marco Libardoni O.S.I.[1] (30.09.1964 — 25.10.1966);
- епископ Rino Carlesi M.C.C.I. (12.01.1967 — 26.05.1978);
- епископ Алехандро Гоич Кармелич (23.04.1979 — 27.10.1994) — назначен епископом Осорно;
- епископ Charles Asa Schleck C.S.C. (10.02.1995 — 12.07.2011);
- архиепископ Марек Залевский (25.03.2014 — по настоящее время).

## Источник
- Annuario Pontificio, Libreria Editrice Vaticana, Città del Vaticano, 2003, стр. 753, ISBN 88-209-7422-3
- J. Mesnage, L’Afrique chrétienne, Paris 1912, стр. 114  (фр.)
- La Gerarghia Cattolica